# 独山石楠
独山石楠（学名：Photinia tushanensis）为蔷薇科石楠属的植物，为中国的特有植物。分布在中国大陆的贵州等地，生长于海拔840米的地区，多生长于山顶灌丛中，目前尚未由人工引种栽培。